# Jüdischer Friedhof (Konstanz)

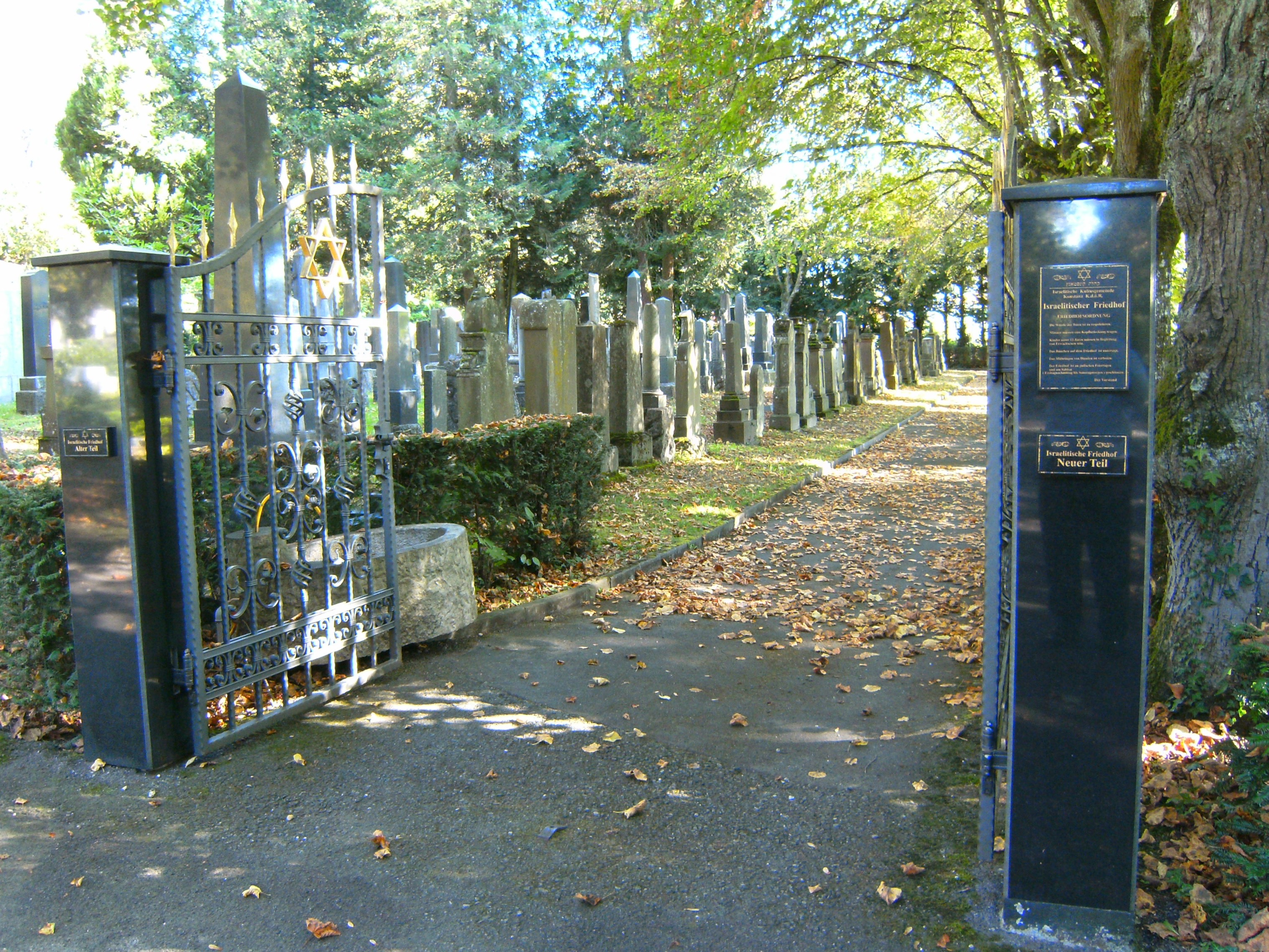
Eingangspforte zum jüdischen Friedhof in Konstanz. Er liegt rechts des Eingangs des Hauptfriedhofs.

Der Jüdische Friedhof Konstanz ist ein Friedhof in der Stadt Konstanz im Landkreis Konstanz in Baden-Württemberg und gehört zur Synagogengemeinde Konstanz K.d.ö.R. Er ist ein geschütztes Kulturdenkmal.

## Struktur
Der jüdische Friedhof liegt in der Wollmatinger Straße, ist Teil des städtischen Hauptfriedhofs und befindet sich rechts von dessen Haupteingang. Das Areal des jüdischen Friedhofs erstreckt sich über drei nebeneinanderliegende Grundstücke. Diese spiegeln die jeweiligen Erweiterungen 1932 und 1981 wider.
Im Jahr 1994 waren insgesamt 388 Grabsteine vorhanden.

## Geschichte

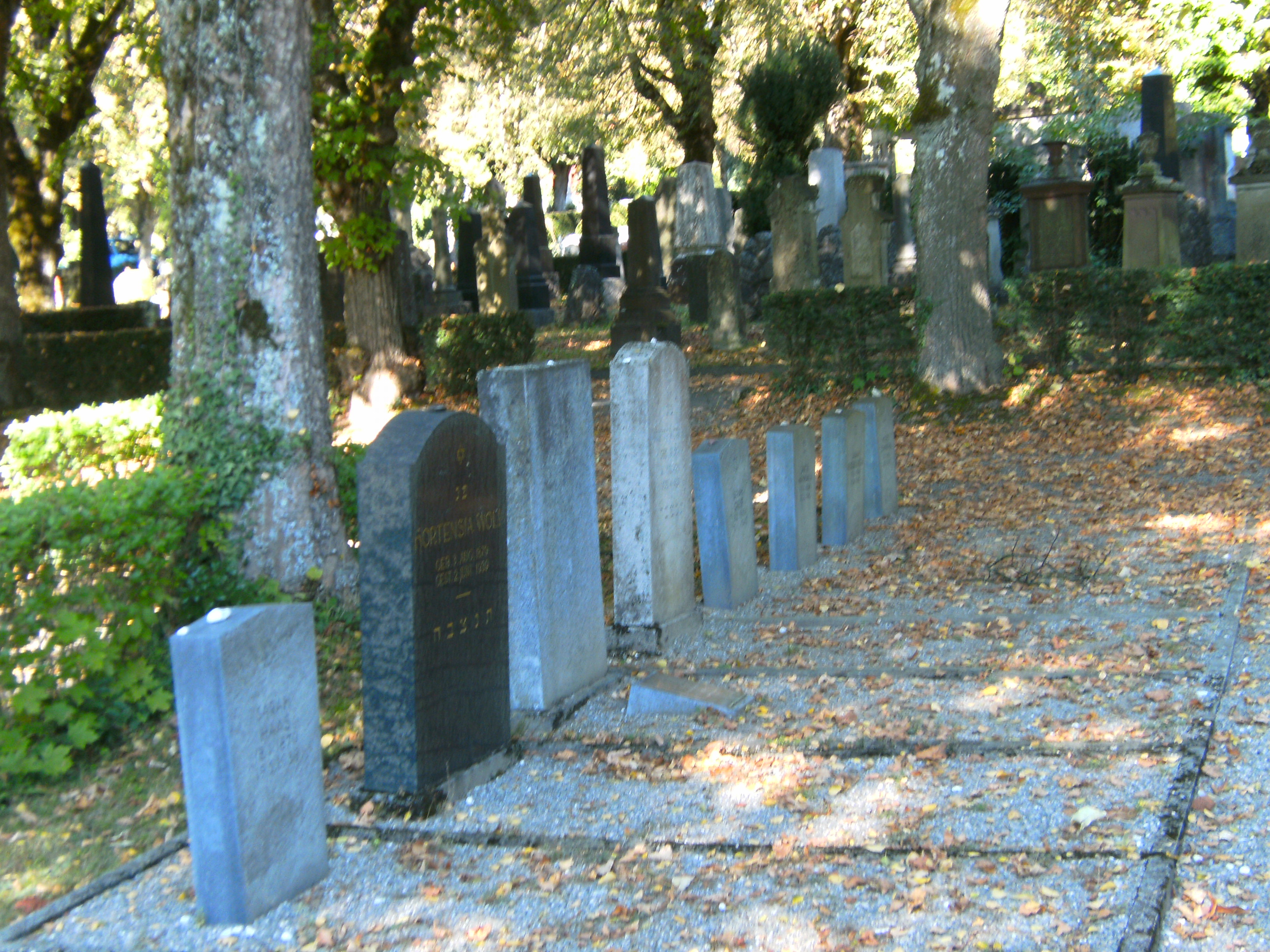
Neuer Teil

Der älteste Teil wurde von 1870 bis 1945 belegt, er enthält 281 Grabsteine. Der neuere Teil wurde von 1932 bis 1984 belegt, auf ihm befinden sich 91 Grabsteine. Der neueste Teil, der noch in Benutzung ist, wird seit 1981 belegt. Bis 1994 wurden hier 16 Matzevot aufgestellt.

## Gedenkstätten

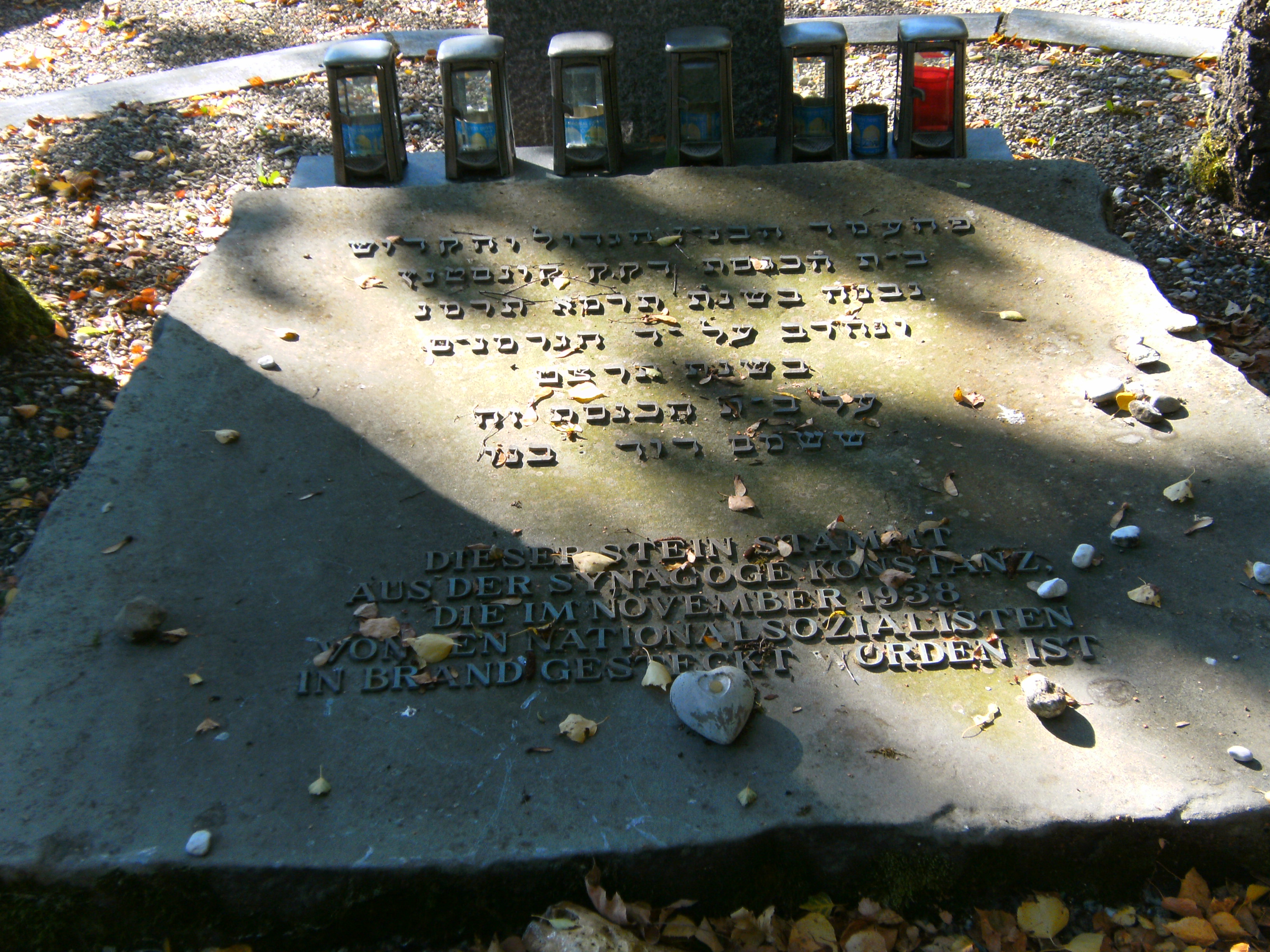
Gedenkstein an die im November 1938 gewaltsam zerstörten Synagoge

Im neuen Teil des Friedhofs befindet sich die Grabplatte für die sieben Thorarollen, die bei einem Brandanschlag auf die Synagoge in der Sigismundstraße 19 in der Innenstadt im Jahr 1936 beschädigt wurden. Dahinter wird eine Steinplatte der Synagoge aufbewahrt, die beim In-Brand-Stecken und dem gewaltsamen Sprengen der Synagoge am 10. November 1938 erhalten blieb.

## Verwaltung
Seit 2015 steht der Jüdische Friedhof unter der Verwaltung der Synagogengemeinde Konstanz K.d.ö.R. Bei Sterbefällen werden von dem Gemeinderabbiner, der Synagogengemeinde und der Chewra Kadischa Konstanz alle für die Beisetzung notwendigen Aufgaben durchgeführt.
Für die Pflege des Friedhofs ist ein von der Jüdischen Gemeinde beauftragter Friedhofsgärtner zuständig. Am Schabbat und an den jüdischen Feiertagen ist der Friedhof geschlossen.

## Grabstätten (Auswahl)
- Shimon Nissenbaum (1926–2001), Überlebender des Warschauer Ghettos, Begründer der Israelitischen Kultusgemeinde in Konstanz, Unternehmer